# Inishturk
Inishturk (Inis Toirc en irlandès, Illa del senglar) és una illa habitada del Comtat de Mayo, a Irlanda. Alguns dels seus habitants descendeixen dels evacuats d'Inishark al sud-oest. Hi ha un transbordador regular des del moll de Roonagh proper a Louisburgh.
L'illa es troba aproximadament a 15 km de la costa i el seu punt més alt assoleix els 189.3 m per sobre el nivell del mar. Entre Inishturk i l'Illa de la Clare es troba l'illa Caher. Té una població permanent de 58 persones. Hi ha dos nuclis principals, tots dos al costat oriental, més resguardat, de l'illa, Ballyheer i Garranty. Bellavaun i Craggy són poblacions abandonades. Els britànics construïren una torre a la costa occidental durant les Guerres napoleòniques. El Community Center es troba al turó que separa els dos nuclis.

## Demografia
La taula següent informa de la població d'Inishturk. Les dades provenen de Discover the Islands of Ireland (Alex Ritsema, Collins Press, 1999) i del cens d'Irlanda.
| Any  | Població |
| ---- | -------- |
| 1841 | 577      |
| 1851 | 174      |
| 1901 | 168      |
| 1951 | 123      |
| 1996 | 83       |
| 2002 | 72       |
| 2006 | 58       |
| 2011 | 53       |
| 2016 | 51       |